# A'ala Hubail
A'ala Ahmed Mohamed Hubail (in arabo علاء حبيل‎?; Sitrah, 25 giugno 1982) è un ex calciatore bahreinita, di ruolo attaccante.

## Carriera
Nella Coppa d'Asia 2004 si è imposto come miglior realizzatore a pari merito con l'iraniano Ali Karimi a quota 5 reti.

## Palmarès

### Individuale
- Capocannoniere della Coppa d'Asia: 1

2004 (5 gol)